# Pele senil
Pele senil é uma pigmentação causada na pele em decorrência da exposição aos raios ultravioleta. Inicia-se na terceira década de vida, sendo factores decisivos a hereditariedade, doenças e exposição prolongada a raios solares.